# 메첼
메첼(러시아어: ПАО «Мечел»)은 석탄, 농축 철광석, 철강, 압연철강제품 생산업체로 구성된 러시아의 대표적인 광산 및 금속회사다.  모스크바에 본사를 두고 있으며, 러시아와 해외에서 자사 제품을 판매하고 있으며, 공식적으로 공공합동주식회사 메켈로 알려져 있다.